# Алфа Ромео 164
Алфа Ромео 164 е италиански седан, произвеждан от Алфа Ромео от края на 80-те и началото на 90-те години на XX век. Алфа Ромео 164 е един от най-добре продаваните седани на италианската компания в САЩ.

## История
Алфа Ромео 164 е построен върху базата на успешния си предшественик Алфа Ромео 90. В техническо отношение освен допълнителните конски сили има и редица други допълнения. Това са задвижването на четирите колела на автомобила и двигателите. Автомобилът е представен официално на автомобилното изложение във Франкфурт през 1987 г. Върху доразработената платформа от Фиат още са построени седаните Фиат Крома, Ланча Тема(първа генерация) и СААБ 9000. Производството на модела започва в модерната за времето си фабрика на Алфа Ромео в Арезе.

## Дизайн
Спортната визия на модела и типичната за 90-те години на Алфа Ромео са дело на дизайнерското ателие Пинифарина. Главният дизайнер по проекта е Енрико Фумиа. Предните габарити на автомобила са ясно израдени[ неясно? ]. Страничните линии на купето изчертават спортната визия на модела. Задните габарити на модела са представени като дълга линия от светлини, което също предлага добра визия на модела.

## Алфа Ромео 164 Про-Кар
Моделът е представен през 1988 г.